# Chichagof Island
Chichagof Island, (conosciuta anche come Shee Kaax) è un'isola dell'arcipelago Alessandro nell'Alaska sud-orientale. Scolasticamente negli US è indicata come una delle isole ABC dell'Alaska. L'isola si trova all'interno del Tongass National Forest. La parte occidentale assieme all'isola Yakobi costituiscono una riserva naturale, la West Chichagof-Yakobi Wilderness.
Gli insediamenti di Hoonah, Pelican, Tenakee Springs e Elfin Cove si trovano tutti sulla metà nord dell'isola Chichagof, nella Census Area di Hoonah-Angoon e, secondo il censimento del 2010, la popolazione dell'intera Census area era di 2 150 persone. La parte sud dell'isola appartiene alla parte settentrionale del Borough di Sitka (City and Borough of Sitka) e nel censimento del 2000 si contavano soltanto otto persone.
L'isola di Chichagof ha la più alta popolazione di orsi per miglio quadrato di qualsiasi altro luogo sulla terra.
Deve il suo nome all'ammiraglio russo Vasilij Jakovlevič Čičagov.

## Geografia
Con 120 km (75 miglia) di lunghezza e 80 km (50 miglia) di larghezza, ha un'estensione di 5 388 km², che la rende la quinta maggiore isola degli Stati Uniti e la 109ª maggiore isola nel mondo. La sua altezza massima è una vetta senza nome di 1190 m nel massiccio che sovrasta il Tenakee Inlet, a nord-est dell'isola. Il Tenakee Inlet è il più profondo fiordo che percorre l'isola in direzione nord-ovest/sud-est e si affaccia sullo stretto di Chatham.
L'isola di Chichagof è divisa a nord dalla terraferma dal Cross Sound (dove è ubicato il Parco nazionale e riserva di Glacier Bay) e dal Icy Strait; a est lo stretto di Chatham la separa da Admiralty Island; a sud il Peril Strait la divide da Baranof Island e il Salisbury Sound da Kruzof Island. Affiancate al lato ovest, che dà sulle acque del Pacifico del golfo dell'Alaska, ci sono molte piccole isole e a nord-ovest il Lisianski Strait separa Chichagof da Yakobi Island.
Una profonda insenatura che si apre sull'Icy Strait è Port Frederick, sul cui lato orientale si trova l'insediamento di Hoonah. Un altro profondo fiordo è il Lisianski Inlet, a nord-ovest, dove si trova Pelican. La cittadina di Tenakee Springs è situata nel Tenakee Inlet ed Elfin Cove a nord sulla Inian Peninsula.

## Turismo e attività economiche
Tra le principali attività turistiche si menzionano battute di caccia e di pesca guidate. Anche lo sfruttamento delle foreste costituisce un aspetto vitale dell'economia locale.

## Storia
L'isola è stata così nominata nel 1805 dal capitano Jurij Fëdorovič Lisjanskij della Marina imperiale russa in onore dell'ammiraglio russo Vasilij Jakovlevič Čičagov, esploratore della regione artica siberiana negli anni 1765-1766. L'isola era precedentemente nota con il nome di Yakobi, nome dato all'isola che si trova affiancata a nord-ovest di Chichagof.